# Exilio Psíquico
Exilio Psíquico es una banda uruguaya de rock alternativo, integrada por los músicos Maximiliano Angelieri, Orlando Fernández, Riki Musso, Gustavo Echenique, Popo Romano, Fernando Notaro y Jorge Rodríguez cuya actividad se extendió entre 1991 y 2003.
A partir del año 2014 la banda estrena un nuevo nombre: Maxi Angelieri & Casi Exilio Psíquico.

## Historia

### Comienzos
Hacia 1991 el músico italiano radicado en Uruguay Maximiliano Angelieri comienza un proyecto musical junto a Orlando Fernández, el cual participaba paralelamente de la banda Cadáveres Ilustres.
La primera banda estuvo formada por Maximiliano Angelieri en teclados y voz (además de compositor de los temas), Orlando Fernández en guitarra, Marcelo Fernández (también músico de los Cadáveres Ilustres) en bajo, Jorge Diego Rama Viscuso (músico del grupo de candombe fusión Sobrelamarcha ganadores del primer festival nacional de candombe) en batería, Fernando Nottaro (músico de Zafaroni) en los teclados, y como artistas invitados Sylvia Meyer en los teclados y Tabaré Rivero (cantante de la Tabaré River Rock banda) en la voz, conformándo así la primera integración de Exilo Psíquico en el primer espectáculo, dicha formación variaría más tarde. Con formato de dúo tienen su primera presentación en vivo al año siguiente en el Teatro Circular de Montevideo, en un espectáculo llamado "Un concierto?".

### Ipse Dixit
En 1993 realizan varias presentaciones en Uruguay y en Buenos Aires, y en 1994 tiene lugar la edición de su primer álbum, titulado Ipse Dixit. El mismo fue editado en casete por el sello independiente Mala Fama Records, creado por el mismo Orlando Fernández. Hacia 1995 el dúo incorpora a los músicos uruguayos Popo Romano en bajo y Gustavo Etchenique en batería, Riki Musso (guitarrista del Cuarteto de Nos por ese entonces, que participó paralelamente en este proyecto), Fernando Notaro en teclados y Jorge Rodríguez en violín. No obstante su segundo fonograma fue grabado en solitario por Angelieri y Fernández.

### Oi antropoi
Editan su segundo álbum, esta vez para el sello Ayuí / Tacuabé en 1996. Las presentaciones de este larga duración llamado Oi antropoi, los lleva a brindar varios espectáculos en Buenos Aires en ese año y el siguiente. En uno de estos espectáculos tocan con la banda local Reincidentes (que luego cambiaría su nombre por Pequeña Orquesta Reincidentes) en el Centro Cultural Ricardo Rojas. Por esta época también componen música para las obras teatrales “Encantado de conocerte” y “La divina comedia”.
Ese mismo año brindan un espectáculo llamado Sin luz, sin gas y sin teléfono, el cual se editó en disco recién en el año 2002. Esto se debió a que en ese momento la banda se encontraba embarcada en la preparación de su siguiente disco del cual ya contaban con varios temas.

### Música cheta
En 1998 editan su siguiente disco Música cheta, el cual contó con la participación de la banda en pleno. El videoclip del tema "Nico", creado por Juan Pablo Rebella y Pablo Stoll de Control Z Films, les permite ser difundidos a través de MTV.
Junto a otros grupos integra la banda de sonido de la película 25 watts, la cual obtuvo múltiples galardones a nivel internacional.

### Sin luz, sin gas y sin teléfono
En 2002 reciben el ofrecimiento del sello discográfico argentino UltraPop de editar finalmente la grabación en vivo del espectáculo Sin luz, sin gas y sin teléfono, por lo que la banda se reúne nuevamente luego de un período de inactividad. Ese año y el siguiente realizan nuevas presentaciones.
A fines de 2003 Maximiliano Angelieri regresa a su país natal, por lo que la banda cesa su actividad.

### Maxi Angelieri & Casi Exilio Psíquico
En 2014 se publica el disco "Jugando siempre en segunda división" estrenando el nuevo nombre Maxi Angelieri & Casi Exilio Psíquico. Desde los primeros meses de 2019 Angelieri está viviendo de nuevo en Uruguay. El nuevo disco ya está listo y será lanzado por el sello independiente Little Butterfly Records en noviembre de 2020.
Maxi Angelieri & Casi Exilio Psíquico - Sertralina Mon Amour
En el 2020 el sello Little Butterfly Records edita un nuevo álbum "Sertralina Mon Amour". Producido por Riki Musso este es el primer trabajo con los nuevos integrantes Andrés Coutinho en la batería y Javier Depauli al bajo, que están tocando con Angelieri, Fernández y Musso desde hace un par de años.

## Discografía
- Ipse Dixit (Mala Fama Records. 1994)
- Oi antropoi (Ayuí / Tacuabé. 1996)
- Música cheta (Ayuí / Tacuabé. 1998)
- Sin luz, sin gas y sin teléfono (UltraPop. 2002)
- Jugando siempre en segunda división (Ayuì / Tacuabé. 2014)
- Sertralina Mon Amour" (Little Butterfly Records 2020)